# Arne Bergodd
Arne Bergodd (Drammen, 16 de agosto de 1948) es un deportista noruego que compitió en remo.
Participó en dos Juegos Olímpicos de Verano en los años 1972 y 1976, obteniendo una medalla de plata en Montreal 1976 en la prueba de cuatro sin timonel. Ganó una medalla de bronce en el Campeonato Europeo de Remo de 1973.

## Palmarés internacional
| Juegos Olímpicos   | Juegos Olímpicos  | Juegos Olímpicos  | Juegos Olímpicos   |
| Año                | Lugar             | Medalla           | Prueba             |
| ------------------ | ----------------- | ----------------- | ------------------ |
| 1976               | Montreal (Canadá) | Medalla de plata  | Cuatro sin timonel |
| Campeonato Europeo |                   |                   |                    |
| Año                | Lugar             | Medalla           | Prueba             |
| 1973               | Moscú (URSS)      | Medalla de bronce | Cuatro sin timonel |